# Taglish
Taglish (italiano: taglese), portmanteau delle parole Tagalog e English (Inglese), è l'espressione con la quale si usa indicare la lingua tagalog parlata facendo ampio uso di termini inglesi.
Il Tagalog è alla base del Filippino, la lingua ufficiale delle Filippine dal 1989, per cui recentemente ha avuto ampia diffusione in tutto l'arcipelago, anche laddove la lingua madre è diversa.
Il Taglish, oggi, è lingua franca in molte parti delle Filippine.
Una forma analoga al Taglish è l'Englog, che, specularmente al Tagalog, utilizza parole filippine in una struttura inglese; una forma famosa di questo è chiamata Coño English o Konyo English.